# Flagitiosum scelus
Flagitiosum scelus je papeška bula, ki jo je napisal papež Benedikt XI.. Izdal jo je 7. junija 1304.

## Opis
»Flagitiosum scelus« (Sramoten zločin) je papeška bula, ki obsoja »sramoten zločin«, napad na Bonifacija VIII. in na cerkveno premoženje, ki so ga zagrešili 7. septembra 1303 francoski vojskovodja Nogaret, italijanski gibelin Colonna, trinajst njihovih sodelavcev in 1600 vojakov. Papeža so zlostavljali, da je posledicami umrl še istega leta v Rimu. Nikolaj je kot kardinal bil navzoč ob strani papežu in mu je po svojih močeh pomagal za časa prekucije, v katero so bili vpleteni tudi prebivalci Anagnija, ki ga je zadel interdikt in je mesto kmalu nato popolnoma propadlo. Ko je postal papež, je z bulo ostro obsodil hudodelstvo, pa tudi izrekel kazni nad neposrednimi voditelji napada. 